# Deinopa phaleniforma
Deinopa phaleniforma är en fjärilsart som beskrevs av Paul Dognin 1912. Deinopa phaleniforma ingår i släktet Deinopa och familjen nattflyn. Inga underarter finns listade i Catalogue of Life.